# Florence Nightingale David
Florence Nightingale David (Ivington, Herefordshire, 1909. augusztus 23. – Kensington, 1993. július 23.) angol statisztikus.
Szülei egy kedves barátjuk, a szintén statisztikus Florence Nightingale (aki a számszerűsíthető eredményekre alapozó bizonyítékokon alapuló orvoslás úttörője volt) után nevezték el.
A Colyton Grammar Schoolba járt, ahol leginkább matematikát tanult, statisztikusnak készült. A Bedford College for Women főiskolán matematikusi végzettséget szerzett, majd a University College Londonban folytatta tanulmányait, ahol Karl Pearson kutatási asszisztense volt. Pearsonnal folytatott munkája során David kiszámított többszörös integrálokat és a korrelációs együtthatók eloszlását. Ennek eredményeként 1938-ban megjelent első könyve, a Tables of the Correlation Coefficient. Ebben az évben szerezte meg doktori címét is.
A második világháború alatt a belbiztonsági minisztériumnál dolgozott, és statisztikai modelleket készített arról, hogy milyen következményei lehetnek egy esetleges bomba robbanásnak a sűrűn lakott területeken, és ebből becsülte a károk nagyságát.
1954-ben az Amerikai Statisztikai Szövetség (American Statistical Association) tagjává választották, emellett pedig a Matematikai Statisztikai Intézet (Institute of Mathematical Statistics) munkatársa volt.
1962-ben a UCL professzora lett és a Kaliforniai Egyetemen is oktatott. 1968-ban véglegesen kiköltözött Kaliforniába, ahol a statisztikai tanszék elnöke lett, illetve a Biometrics folyóirat könyvismertető szerkesztője volt 4 évig.
Számos egyéb tudományos kitüntetése mellett 1992-ben elnyerte az első Elisabeth L. Scott-díjat mind az erőfeszítéseiért, hogy a statisztika kapuit megnyissa a nők számára, mind pedig a hozzájárulásáért az oktatáshoz, a tudományhoz, a közszolgálathoz, illetve a kombinatorika, statisztikai módszerek és alkalmazásuk, és történelem területén elért kutatói eredményeiért.
Az egyetem könyvtárat is nevezett el róla, illetve 2001-ben megalapították a Florence Nigthingale David-díjat.

## Publikációi
- Tables of the Correlation Coefficient. Biometrika Trust, London (1938)
- Probability Theory for Statistical Methods. Cambridge Univ. Press, New York (1949) (2nd ed., 1951.)  246 STATISTICAL SCIENCE
- Elementary Statistical Exercises. Dept. Statistics, University College, London (1953). (Printed in a revised form by Cambridge Univ. Press, New York, 1960.)
- A Statistical Primer. Griffin, London (1953). (Japanese ed., 1960.)
- Combinatorial Chance. Griffin, London (1960) (with D. E. Barton).
- Games, Gods and Gambling. Griffin, London (1962). (Soft cover, 1970.)
- Symmetric Functions and Allied Tables. Cambridge Univ. Press, New York (1966) (with D. E. Barton and M. Kendall).
- Festschrift for J. Neyman (ed.). Wiley, New York (1966).
- Normal Centroids, Medians, and Scores for Ordinal Data. C.U.P. Tracts for Computers (1968) (with D. E. Barton et al.).